# Tanytermitidae
Tanytermitidae (лат.) — ископаемое семейство термитов. 2 рода и 2 вида из бирманского янтаря (меловой период, Мьянма).

## Описание
Ископаемая группа термитов. Половые особи имеют удлиненную голову, очень похожая на более длинные головы некоторых крылатых половых особей рода Heterotermes (например, Heterotermes paradoxus, H. occiduus), субпрямоугольная, фонтанелла отсутствует (присутствует у Neoisoptera), Y-образный рубец декольте отсутствует; сложные глаза маленькие, округлые; оцеллии отсутствуют (есть у Icoisoptera); мандибулы не выходят за вершину верхней губы, правая жвала с двумя острыми краевыми зубцами и удлиненным верхушечным зубцом, без вспомогательного зуба (присутствует у Archotermopsidae и Stolotermitidae) (зубной ряд известен только для Tanytermes, скрыт у Tanytermitalis); антенна с 14—18 члениками (длиннее у представителей семейства Mastotermitidae и минотряда Teletisoptera, хотя у некоторых Stolotermitidae всего 15 члеников). Как и у всех термитов, за исключением некоторых базальных групп, таких как Melqartitermitidae и Mylacrotermitidae, у Tanytermitidae отсутствуют вентральные цервикальные шейные склериты (наблюдаемые только у Tanytermitalis). Переднеспинка плоская (у Hodotermitidae слабо седловидная), либо немного уже, либо шире головы. Формула голенных шпор 2-3-2 или 3-3-2 (3-3-3 у Kalotermitidae); лапки четырехчлениковые (то есть, второй членик отсутствует — второй членик у некоторых представителей минотряда Teletisoptera становится скрытым, и полностью отсутствует в других кладах); претарзальные коготки простые, аролиум присутствует или отсутствует. Перепонки крыльев не сетчатые; Sc, R и Rs сильно пигментированы, оставшиеся продольные сектора слабо пигментированы; передние крылья крупнее задних (плезиоморфность по сравнению с Termitidae); CuP (claval fissure) заканчивается на заднем крае крыла перед швом базального расщепления; Sc короткий, R1 простой, Rs идет параллельно косталному краю, радиальное поле узкое, M проходит примерно на полпути между Rs и CuA и склеротизируется, как CuA (а не как Rs). Заднее крыло без анальной лопасти (присутствует у Mastotermitidae). Церки димерные (наблюдаются только у Tanytermitalis, неизвестны для Tanytermes), как и у Kalotermitidae.

## Систематика
Семейство включает два ископаемых рода, в том числе род †Tanytermes Engel et al., 2007, который ранее не имел точного систематического положения и его включали напрямую в состав клады Euisoptera. Семейство выделено в отдельный минотряд Artisoptera Engel, 2021 в составе парвотряда Euisoptera Engel et al., 2009. Минотряд Artisoptera включает Tanytermitidae и Icoisoptera (= Kalotermitidae + Neoisoptera, то есть все высшие термиты). Виды этой группы довольно разнородны по большинству признаков, с несколькими инверсиями у Neoisoptera. Боковые края переднеспинки имаго обычно субпараллельны. Остается неясным, следует ли включать в эту группу такие роды, как †Dharmatermes Engel et al., 2007 или †Baissatermes Engel et al., 2007. Таксон Tanytermitidae был впервые выделен в 2021 году американским энтомологом Майклом Энджелом (США) в ходе ревизии ископаемых групп низших термитов.
- Минотряд Artisoptera Engel, 2021
  - Семейство †Tanytermitidae Engel, 2021
    - †Tanytermes Engel et al., 2007
      - †Tanytermes anawrahtai Engel et al. 2007

    - †Tanytermitalis Engel & Cai, 2021
      - †Tanytermitalis philetaerus Engel & Cai, 2021